# Jason Kubel
Jason James Kubel (Belle Fourche, 25 maggio 1982) è un ex giocatore di baseball statunitense ritiratosi nel 2014. Ha giocato nel ruolo di Esterno negli Arizona Diamondbacks, nei Minnesota Twins e nei Cleveland Indians.

## Carriera

### Gli inizi e la Minor League
Nato nel Dakota del Sud, Kubel è stato selezionato dai Minnesota Twins nel 12º giro del draft della Major League Baseball nel 2000, mentre era ancora studente alla Highland High School di Palmdale (California). Nello stesso anno ha iniziato la carriera in Minor League Baseball (MiLB) partendo dalla Rookie League.
Nel 2004 ha giocato in Doppio AA con i New Britain Rock Cats ottenendo la convocazione per l'All-Star Futures Game.

### Major League Baseball
Ha debuttato nella Major League Baseball (MLB) il 31 agosto 2004 con i Minnesota Twins. Nella prima stagione in MLB ottenne 23 presenze, che diventarono 73 nella stagione 2006. Fu impiegato a tempo pieno dalla stagione 2007.
Il suo miglior anno con i Twins fu il 2009, quando chiuse la stagione regolare con 146 presenze, 28 fuoricampo e 103 punti battuti a casa (RBI).
Nel mese di dicembre del 2011 è passato nelle file degli Arizona Diamondbacks dove nella sua prima stagione ha stabilito il proprio record stagionale di fuoricampo con 30, accompagnati da 90 RBI in 141 presenze.